# 長谷観音 (古河市)
長谷観音（はせかんのん）は、茨城県古河市にある真言宗豊山派の寺院。正式には、山号を明観山、院号を観音院、寺号を長谷寺という。古河公方ゆかりの寺院である。

## 歴史
戦国時代の明応2年（1493年）、初代古河公方の足利成氏が古河城の鬼門除けとして、鎌倉の長谷寺から十一面観世音菩薩立像を勧請し、堂舎を建立したことが起源である。江戸時代には、歴代古河城主の祈願所ともなった。文政13年（1830年）頃に書かれた『古河志』には、大和（奈良県）および鎌倉にある長谷観音と並び、「三長谷」と呼ばれていると紹介されている。明治初年（1868年）に廃寺となり、八間四面の本堂も破壊されたが、大正3年（1914年）、有志の寄付により元の地に再興された。なお、その間は十一面観音は市内横山町の徳星寺に移されていた  。
日本三大長谷観音の一つとされる由来としては、一本の楠から大和・鎌倉・古河の長谷観世音像が彫られたとも口伝されている。

## 文化財
- 木造 十一面観世音菩薩立像： 由来については前述の通り。像高206.34cm　寄木造・玉眼。古河市指定文化財（彫刻）[5]。

## 葛飾坂東観音霊場
長谷寺（長谷観音）は葛飾坂東観音霊場の番外札所である。ご詠歌は　「いつの世も　三国の衆生を　すくわんと　ちかいもかたき　長谷観音」
葛飾坂東観音霊場では各寺院に「ご詠歌」があり、参拝時にご詠歌を唱えることは、経文読唱と同じ功徳があるとされる。

## 所在地
- 茨城県古河市長谷町5-1

## 交通
- 鉄道
  - JR宇都宮線（東北本線）古河駅西口から徒歩15分（約1.3km）
  - 東武日光線新古河駅東口から徒歩20分（約1.6km）